# Oberea sericeiventris
Oberea sericeiventris är en skalbaggsart som beskrevs av Stefan von Breuning 1950. Oberea sericeiventris ingår i släktet Oberea och familjen långhorningar.
Artens utbredningsområde är Sarawak. Inga underarter finns listade i Catalogue of Life.